# Guzmán Carriquiry Lecour
Guzmán Carriquiry Lecour (nacido el 20 de abril de 1944 en Montevideo) es un abogado, periodista y profesor uruguayo; fue secretario de la Pontificia Comisión para América Latina; desde el 9 de enero de 2021 es el embajador de Uruguay ante la Santa Sede.

## Biografía
Guzmán Carriquiry Lecour nació en Montevideo el 20 de abril de 1944. Obtuvo el doctorado en Derecho y Ciencias Sociales en la Universidad de la República, en Montevideo. Trabajó como abogado y  profesor universitario. Ocupó puestos de responsabilidad en la Facultad de Derecho y Ciencias Sociales de la Universidad de la República y en diversos colegios e instituciones de enseñanza de Uruguay. Además trabajó como periodista para la prensa católica tanto en Uruguay como en otros países latinoamericanos. Ha publicado numerosos libros y  artículos y ha pronunciado decenas de conferencias, especialmente sobre temas relacionados con la doctrina social de la Iglesia, la historia y la cultura de América Latina y los derechos humanos. Colaboró con la Conferencia Episcopal de Uruguay como director del Centro nacional de medios de comunicación social de la Iglesia en el Uruguay.
El 1 de diciembre de 1971 comenzó a trabajar en la Santa Sede. Fungió como auditor (experto) en varias reuniones generales del Sínodo de los obispos y como perito consultor en las asambleas generales de las Conferencias episcopales de América Latina y del Caribe (CELAM) celebradas en Puebla (1979), Santo Domingo (1992) y  Aparecida (2007). También participó como delegado de la Santa Sede en algunas conferencias internacionales de las Naciones Unidas. A partir de 1984 estuvo involucrado en la organización de las Jornadas mundiales de la juventud.
El 11 de febrero de 1977, el papa Pablo VI lo designó jefe de oficina en el Pontificio Consejo para los laicos. El 12 de septiembre de 1991 Juan Pablo II lo nombró subsecretario de dicho dicasterio y, en 2005, fue confirmado en ese puesto por el papa Benedicto XVI. En razón de su cargo participó en la asamblea especial para la América del Sínodo de los obispos, en diciembre de 1997.
El 14 de mayo de 2011 el papa Benedicto XVI lo nombró secretario de la Pontificia comisión para América Latina. Su nombramiento fue una sorpresa, porque todos sus predecesores habían sido sacerdotes u obispos. En 2014 fue confirmado en ese cargo por el papa Francisco. El 2 de mayo de ese mismo año, el papa lo nombró secretario encargado de la vicepresidencia de la Pontificia Comisión para América Latina. De esta forma se convirtió en el primer laico en ocupar una posición de ese rango en un dicasterio de la Curia romana, pero poco a poco en el Vaticano se han ido asignando roles de relieve a algunos laicos. Cuando se le han planteado preguntas sobre su papel en el pontificado de Francisco, Carriquiry ha mencionado que la elección de un papa latinoamericano fue para él un motivo de alegría y de entusiasmo, pero que significó asimismo una gran responsabilidad y planteó nuevos retos.
A pesar de sus responsabilidades, Guzmán Carriquiry siguió dando clases en varias universidades: fue profesor en la Pontificia Universidad Urbaniana de Roma y en el Instituto de estudios latinos de la Universidad de Verona. También ha enseñado en la Universidad FASTA (Fraternidad de Agrupaciones Santo Tomás de Aquino) de Mar del Plata. El 25 de agosto de 2008, la UFASTA le confirió el doctorado honoris causa.
Guzmán Carriquiry Lecour está casado con Lídice María Gómez Mango; tienen cuatro hijos. El 27 de junio de 2019, en ocasión de los 50 años de su matrimonio, el papa Francisco celebró para ellos una misa en la basílica de san Pedro.
El 14 de julio de 2020, se anunció la designación de Guzmán Carriquiry como embajador de Uruguay ante la Santa Sede y el 9 de enero de 2021, con la entrega de sus cartas credenciales, comenzó su misión diplomática.
El 28 de enero de 2020 fue confirmado como miembro del Comité Pontificio para los Congresos Eucarísticos Internacionales usque ad octogesimum annum.

## Obras
Además de varios artículos en periódicos y revistas, el Prof. Carriquiry ha publicado algunos libros, entre los cuales cabe destacar:
- Carriquiry, Guzmán (2005). Una apuesta por América Latina: memoria y destino históricos de un continente. Sudamericana. ISBN 9500726564. Fue publicado con un prefacio del entonces cardenal Jorge Mario Bergoglio.
- Carriquiry, Guzmán (2012). El bicentenario de la independencia de los países latinoamericanos. Ayer y hoy. Encuentro. ISBN 8499209963.[14]
- Carriquiry, Guzmán (2002). Globalización e identidad católica de América Latina. Plaza y Janés. ISBN 9681105559.